# Kargowa (ville)
Pour les articles homonymes, voir Kargowa.
Kargowa (prononciation : [karˈɡɔva]) est une petite ville située dans le powiat de Zielona Góra dans la voïvodie de Lubusz, en Pologne.
Elle est le siège administratif (chef-lieu) de la gmina appelée gmina de Kargowa.
Elle s'étend sur 4,55 km2 et comptait 3 658 habitants en 2010.

## Histoire
La première mention confirmé témoignant de l'existence de la ville remonte à 1360.
Le nom allemand de la ville était Unruhstadt.
Après la Seconde Guerre mondiale, avec les conséquences de la Conférence de Potsdam et la mise en œuvre de la ligne Oder-Neisse, la ville est intégrée à la République populaire de Pologne. La population d'origine allemande est expulsée et remplacée par des polonais.
De 1975 à 1998, la ville est attachée administrativement à la voïvodie de Zielona Góra.

Depuis 1999, elle fait partie de la voïvodie de Lubusz.

## Personnalités liées à la ville
- Maciej Kozłowski (1957- ) – acteur polonais

## Relations internationales

### Jumelages
La ville a signé des jumelages ou des accords de coopération avec:
- Jatznick (Allemagne)

## Galerie
|  |  |  |

|  |